# Axborough
Axborough – mała osada w Anglii, w hrabstwie Worcestershire, w dystrykcie Wyre Forest. Leży 25 km na północ od miasta Worcester i 175 km na północny zachód od Londynu.